# Mário Sauer
Pour les articles homonymes, voir Sauer.
Mário Sauer né le 15 mai 2004 à Bratislava en Slovaquie, est un footballeur slovaque qui évolue au poste de milieu offensif  au Toulouse FC.
Il est le frère du footballeur slovaque Leo Sauer qui joue au Feyenoord Rotterdam  au Pays-Bas.

## Biographie

### Carrière en club
Sauer est formé dans son pays natale en passant notamment au centre de formation du Slovan Brastislava et ensuite au MŠK Žilina.

### MŠK Žilina
Il fait ses débuts professionel en 2021 avec le MŠK Žilina contre le Spartak Trnava en remplacant en seconde période le footballeur arménien Vahan Bichakhchyan.
Il joue notamment les qualifications 2023-2024 de la Ligue Europa Conférence.

### Toulouse FC
Le 22 mai 2025,le club annonce la signature du joueur slovaque en provenance du MŠK Žilina où il réalisera une très bonne saison avec le club slovaque,,.

## En sélection
Sauer a joué pour l'équipe slovaque des moins de 19 ans aux côtés de son jeune frère, Leo Sauer. Tous deux ont été sélectionnés pour la Coupe du Monde U-20 de la FIFA 2023.